# 22254 Vladbarmin
22254 Vladbarmin eller 1978 TV2 är en asteroid i huvudbältet som upptäcktes den 3 oktober 1978 av den rysk-sovjetiske astronomen Nikolaj Tjernych vid Krims astrofysiska observatorium på Krim. Den har fått sitt namn efter den sovjetiske ingenjören Vladimir Barmin.
Asteroiden har en diameter på ungefär 2 kilometer.